# Джагларги
Джагларги (чечен. ЖагӀларги) — село в Курчалоевском районе Чеченской Республики. Входит в Регитинского сельского поселения.

## География
Село расположено в верховьях рек Хумыс и Моржатерлинг, в 9 км к югу от районного центра — Курчалой и в 57 км к юго-востоку от города Грозный.
Ближайшие населённые пункты: на севере — город Курчалой, на востоке — село Хиди-Хутор, на юго-востоке — село Регита, на юге — село Марзой-Мохк и на западе — село Ники-Хита.

## Население
| 1990 | 2002 | 2010 |
| ---- | ---- | ---- |
| 342  | ↘280 | ↗511 |